# Gaylord DuBois
Gaylord McIlvaine Du Bois (nome na certidão de batismo) ou DuBois (Ele assinava de ambas as formas: com duas palavras, ambas iniciadas por maiúsculas; e uma palavra com a maiúscula no "B") (24 de agosto de 1899 Winthrop, Massachusetts – 20 de outubro de 1993, Orange City, Flórida). Estima-se que durante a sua vida ele tenha três mil roteiros de quadrinhos, além de vários livros e filmes.
Du Bois tinha afinidade com ambientes naturais onde se passavam muitas de suas histórias, principalmente aventuras de faroeste, selva e animais. Ele criou muitas séries originais para a Western Publishing ("Captain Venture: Beneath the Sea", "Leopard Girl", "Two Against the Jungle", etc.), mas a maior parte do seu trabalho foi com personagens licenciados. Talvez o mais notável tenha sido o Tarzan para a Dell Comics e a Gold Key Comics, de  1946 até 1971. Ele criou e escreveu aventuras dos Irmãos de Lança (Brothers of the Spear) e os Gêmeos da Selva (Jungle Twins).
Outros trabalhos foram os roteiros para Red Ryder e seu ajudante Little Beaver (Pequeno Castor), The Fighting Yanks (série da II Guerra Mundial) e principalmente a série de faroeste "Kyotee Kids", com 31 aventuras, a primeira enviada para o editor em 23/12/1946 e a última em 19/03/1949, mostradas nas revistas #43 até #72; Du Bois foi provavelmente o autor-fantasma das tiras de jornal do "Red Ryder" ilustradas por Fred Harman. O material foi republicado na revista do caubói, Red Ryder Comics. Também escreveu os quadrinhos de Zorro, Gene Autry, Roy Rogers (1944-1956, 1959-1960), publicados na revista Four Color. Ele escreveu a revista própria do Roy Rogers (de #1 até por volta da #108, e #134 até #143, aproximadamente). O Rei da Polícia Montada teve provavelmente Du Bois como um escritor-fantasma das tiras de jornal, desenhadas por Jim Gary. Outros: Sargento Preston do Yukon, Tales of Wells Fargo / Man from Wells Fargo e as adaptações para quadrinhos das séries Bat Masterson, Wanted: Dead or Alive, The Rebel, Bonanza e Hotel de Paree Sundance. As quadrinizações de romances faroeste de Zane Grey publicadas pela Four Color da Dell, também foram feitas pelo autor.
Du Bois gostava de escrever sobre animais heroicos: ele foi o autor das aventuras de Silver, o cavalo do Lone Ranger, National Velvet, tanto as histórias publicadas pela Dell como pela Gold Key, as primeiras nove revistas de Trigger (o cavalo do Roy Rogers), as primeiras duas revistas da Lassie e as revistas  #45-63 com a Lassie em March of Comics, a última revista com as aventuras de Champion, o cavalo de Gene Autry. Outras aventuras com animais foram o cão Bullet, Lotor,  o guaxinim, o cão Yukon King, Grey Wolf, o cavalo Blaze. Ele também adaptou Bob, Son of Battle, publicada na revista Four Color Comics #729.
Du Bois criou muitos personagens índios: "Young Hawk", que aparecia na revista do The Lone Ranger da Dell, #11-#145 (1949-1962). Sua primeira aparição foi na revista The Funnies e depois em New Funnies, ambos de 1942. Turok, o Filho da Pedra teria sido criado por Du Bois, cuja aventura era para ser de Young Hawk. Mas Young Hawk e Little Buck foram renomeados para Turok e Andar. (Du Bois escreveu as primeiras 8 revistas). Outra criação foi o índio americano que estrelava a revista Chief, surgido na revista Four Color #290, agosto de 1950. A revista própria começaria em abril de 1951 (#2), com o título mudado para Chefe Índio (Indian Chief), na revista #3 de agosto de 1951. Gaylord Du Bois escreveu todas as histórias das primeiras quatro revistas. (Roteiros remanescentes foram publicados em três outras revistas (#12,13 e outra indefinida), mas a maior parte das aventuras apareceriam em March of Comics.) Na revista do Silver (Hi-Yo Silver), surgiu o índio Keenay.
Du Bois também escreveu para personagens de desenhos animados, tais como o Raggedy Ann, Andy Panda, Our Gang,  Tom e Jerry e Uncle Wiggily. Outras histórias apareceram em Dell Junior Treasury (2,3,4,5,6,8), Santa Claus Funnies, Frosty the Snowman, Walt Scott's Little People, The Littlest Snowman, Jim das Selvas, Perdidos no Espaço (Space Family Robinson). .
Gaylord Du Bois escreveu várias quadrinzações de filmes que apareceram nas revistas da Dell Four Color. Dentre elas: Robin Hood (Filme Disney, Four Color #413, 1952), Quentin Durward (Four Color #672, 1956), The Animal World (Four Color #713, 1956), A Volta ao Mundo em 80 Dias (filme de 1956, Four Color #784, 1957), The Story of Mankind (Four Color #851, 1958), Sétima Viagem de Simbad (Four Color #944, 1958), Last Train from Gun Hill (Four Color #1012, 1959), The Horse Soldiers (Four Color #1048, 1959), Solomon and Sheba (Four Color #1070, 1959), Spartacus (Four Color #1139, 1960), The Story of Ruth (Four Color #1144, 1960), North to Alaska (Four Color #1155, 1960), Master of the World (Four Color #1157, 1961), Dondi (Four Color #1176, 1962), Pepe (Four Color #1194, 1961); e Lorde Jim (Gold Key #10156-509, 1965). Séries de TV também foram adaptadas: Marlin Perkins e Lowell Thomas.
Histórias curtas com personagens históricos tais como Abraham Lincoln e Moisés, além de The Treasury of Dogs que venceu o prêmio Thomas Alva Edison de 1956.
Na literatura infantil, Gaylord Du Bois escreveu The Lone Ranger (a primeira novela adaptada do programa de rádio), além de dezenas de livros infantis (Big Little Books) e biografias (como escritor-fantasma). Outras quadrinizações foram Tom Sawyer, Huckleberry Finn e The Pony Express (textos para painéis coloridos).
Houve duas adaptações para a Golden Press em 1960: Kidnapped, baseado na história de Robert Louis Stevenson, 58 páginas. (Golden Reading Adventure. #378); e Nomads of the North, baseado no livro de James Oliver Curwood. Adaptação do filme [Walt Disney Pictures|Disney]] de 1960, Nikki - Wild Dog of the North, 60 páginas. (Idem, # 379).
Du Bois era cristão e foi co-autor da Biblical Cartoons From Daily Life! com Phil Saint em 1981. Nessa década foram publicados livros de poemas espirituais e material biográfico: Walk Among the Poems of Gaylord Du Bois (1982, Eyrie Publications). The Shining Path: Highlights of a Christian Pilgrimage (1983). (poemas cristãos). Reflections on the Eyrie (1984). (Poemas). A Walk Around Whallons Bay, New York With Gaylord Du Bois (1984, Eyrie Publications). (Cartas de Gaylord Du Bois para o editor e amigo Glenn Morris que organizou a correspondência por meio de uma narrativa de memórias do autor)
Du Bois sairia da aposentadoria para criar e escrever o personagem religioso Bukki em Aida-Zee #1, publicado em agosto de 1990 por Nate Butler Studio.